# Batarà negre
El batarà negre (Thamnophilus nigriceps) és una espècie d'ocell de la família dels tamnofílids (Thamnophilidae).

## Hàbitat i distribució
Habita el sotabosc de la selva humida i densa vegetació secundària de les terres baixes fins als 750 m a l'est de Panamà i nord i centre de Colòmbia.